# Nom de scène
Ne doit pas être confondu avec Nom d'artiste.
Vous pouvez aider à l'améliorer ou bien discuter des problèmes sur sa page de discussion.
- Il ne cite pas suffisamment ses sources. Vous pouvez indiquer les passages à sourcer avec {{référence nécessaire}} ou {{Référence souhaitée}}, et inclure les références utiles en les liant aux notes de bas de page. (Marqué depuis juillet 2025)

- Archive Wikiwix
- Bing
- Cairn
- DuckDuckGo
- E. Universalis
- Gallica
- Google
- G. Books
- G. News
- G. Scholar
- Persée
- Qwant
- (zh) Baidu
- (ru) Yandex
- (wd) trouver des œuvres sur Wikidata

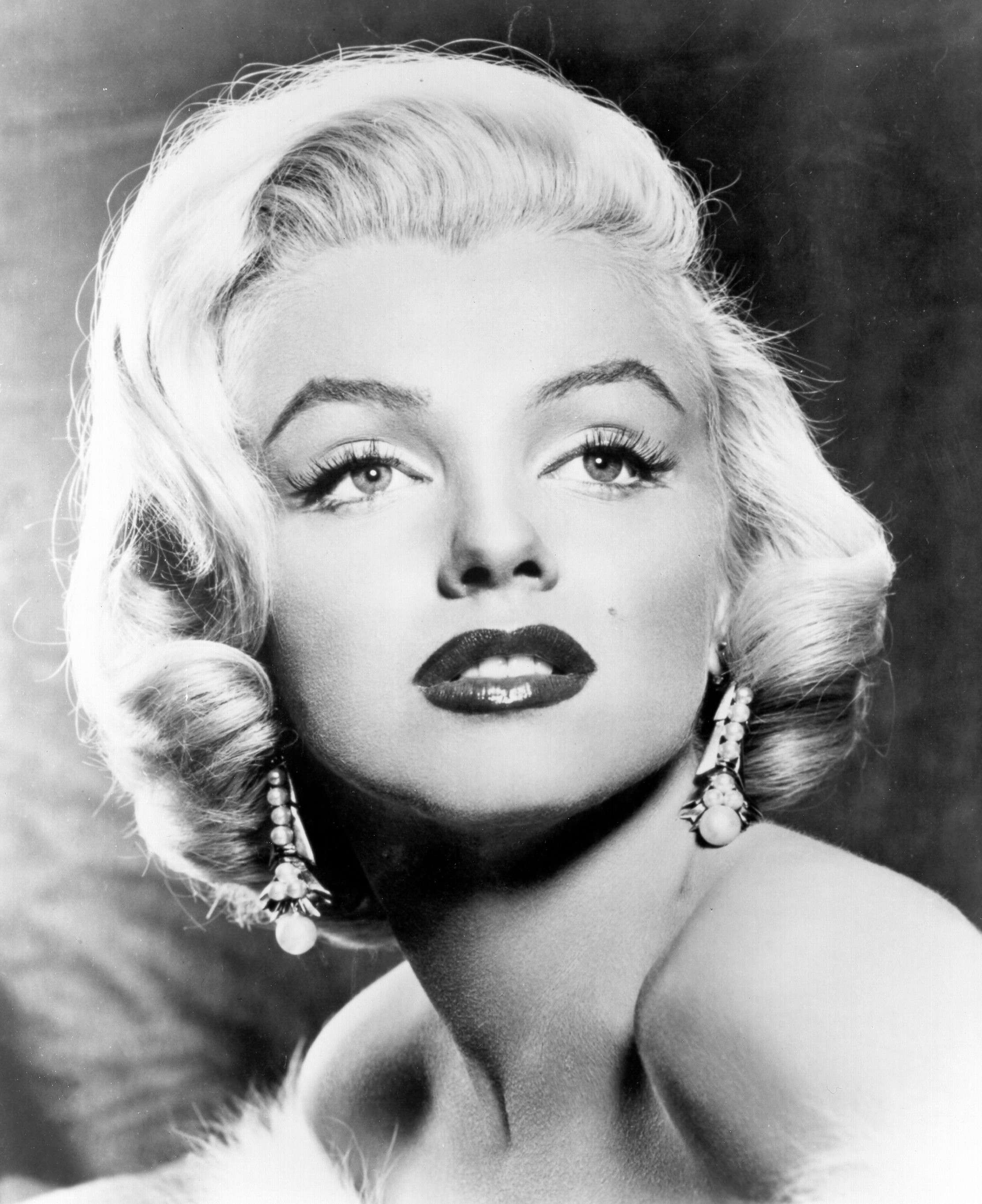
L'actrice Norma Jeane Baker (née Mortenson) atteint une notoriété après avoir adopté le nom de scène de Marilyn Monroe, intentionnellement plus glamour.
« Marilyn » est inspiré de la star de Broadway, Marilyn Miller et « Monroe » est le nom de jeune fille de la mère de Norma Mortenson.

Un nom de scène est un pseudonyme utilisé dans un cadre professionnel par les comédiens, musiciens et autres vedettes de l'industrie du spectacle.

## Quelques exemples
- Abderaouf Derradji : Soolking
- Alecia Beth Moore : Pink
- Alexis Breut : LinksTheSun
- Alizée Jacotey : Alizée
- Amala Ratna Zandile Dlamini : Doja Cat
- André Raimbourg : Bourvil
- Anne Peichert : Louane
- Antoine Valentinelli : Lomepal
- Archibald Alexander Leach : Cary Grant
- Audrey Rulston : Audrey Hepburn
- Aurélien Cotentin : Orelsan
- Aya Danioko : Aya Nakamura
- Bashar Barakah Jackson : Pop Smoke
- Belcalis Marlenis Almánzar : Cardi B
- Betty Perske : Lauren Bacall
- Calvin Cordozar Broadus, Jr. : Snoop Dogg
- Caryn Ellen Johnson : Whoopi Goldberg
- Claudio Ruccolo : Claudio Capéo
- Curtis James Jackson III : 50 Cent
- Daniel Hernandez : 6ix9ine
- David Salomon Coscas : Mcfly
- Daniel Farid Hamidou : Dany Boon
- Élie Yaffa : Booba
- Emily Stone : Emma Stone
- Eva Garnier : Eva Queen
- Florian Ordonez : Bigflo
- Gandhi Djuna : Gims
- Housni Mkouboi : Rohff
- Issur "Izzy" Danielovitch Demsky : Kirk Douglas
- Ivo Livi : Yves Montand
- Jacques Essebag : Arthur
- Jean Alfred Villain-Marais : Jean Marais
- Jean Gabin Alexis Moncorgé : Jean Gabin
- Jean-Baptiste Poquelin : Molière
- Jean-Philippe Smet : Johnny Hallyday
- John Martin Feeney : John Ford
- Jordan Rondelli : Joyca
- Jules Muraire : Raimu
- Julien Mari : Jul
- Ken Samarás : Nekfeu
- Kevin Smadja : Kev Adams
- Léonia Cooreman : Annie Cordy
- Laure Pester : Lorie / Lorie Pester
- Lucas Hauchard : Squeezie
- Lucille LeSueur : Joan Crawford
- Madonna Ciccone : Madonna
- Marcel Junior Loutarila : Koba LaD
- Marion Robert Morrison : John Wayne
- Marshall Bruce Mathers III : Eminem
- Marylin Louie : Rhonda Fleming
- Maurice Joseph Micklewhite Jr : Michael Caine
- Maurice Robinet : Maurice Ronet
- Maxime Chabroud : Amixem
- Michael Benayoun : Michaël Youn / Fatal Bazooka
- Monetta Eloyse Darnall : Linda Darnell
- Mylène Gautier : Mylène Farmer
- Nicholas Kim Coppola : Nicolas Cage
- Norma Jeane Mortenson / Baker : Marilyn Monroe
- Okou Armand Gnakouri : Kaaris
- Olivio Ordonez : Oli
- Onika Tanya Maraj-Petty : Nicki Minaj
- Øystein Aarseth : Euronymous
- Philippe Guillaume : Albert Dupontel
- Pierre Garand : Garou
- Pierre-François Martin-Laval : Pef
- Raphaël Guy Stéphane Carlier : Carlito
- Rosemarie Magdalena Albach-Retty : Romy Schneider
- Rosetta Jacobs : Piper Laurie
- Ruby Catherine Stevens : Barbara Stanwyck
- Ryad Kartoum : RK
- Stefani Germanotta : Lady Gaga
- Sarah St Clair : Olivia Colman
- Tulla Eunice Finklea : Cyd Charisse
- Varg Vikernes : Count Grishnackh
- Walid Georgey : Maes
- Yvick Letexier : Mister V